# Afriyie Acquah
Ebenezer Afriyie Acquah (* 5. Januar 1992 in Sunyani) ist ein ghanaischer Fußballspieler, welcher aktuell beim FC Chitwan in Nepal spielt. Zwischen 2010 und 2021 spielte er in Europa, unter anderem beim FC Turin sowie bei der TSG 1899 Hoffenheim, und war in dieser Zeit auch Nationalspieler von Ghana.

## Karriere

### Verein

#### Beginn der Karriere in Ghana (2001–2010)
Acquah begann seine Karriere in der Glentoran Football Academy in Sunyani. Die Glentoran FA wird vom nordirischen Glentoran FC als internationale Jugendakademie organisiert und verwaltet. Nach einer Zwischenstation in der Jugendmannschaft des Ashanti Gold Club kam er mit Hilfe des FIFA-Agenten und Gründers der Glentoran FA, Christopher Antoh Forsythe, an die Ashfield Boys High School im nordirischen Belfast. Nach vier Monaten kehrte er wieder nach Ghana zurück und spielte für den ghanaischen Club Bechem United in der Poly Tank Second Division, bevor er zu DC United Agogo in Asante Akim ging.

#### Zeit in Europa (2010–2021)
2010 absolvierte er ein Probetraining bei der US Palermo und unterschrieb nach erfolgreichem Abschluss der sportmedizinischen Untersuchung dort einen Vertrag. In der Rückrunde der Saison 2010/11 debütierte Acquah für die US Palermo in der Serie A. Zur Spielzeit 2012/13 wurde er an den FC Parma verliehen. 
Am 24. Januar 2013 wechselte er zur TSG 1899 Hoffenheim. Nachdem er in der Rückrunde kein Spiel für Hoffenheim absolviert hatte, wurde er im Sommer 2013 erneut an den FC Parma verliehen. Zur Saison 2014/15 wurde die Leihe um ein weiteres Jahr verlängert. Die Leihe wurde Anfang Februar 2015 beendet und Acquah wurde bis zum Saisonende an Sampdoria Genua weiterverliehen, für die er zehnmal in der Serie A auflief und einen Treffer erzielte.
Nach den Leihen zu Parma und Genua wechselte er zur Saison 2015/16 fest zum FC Turin. In Turin verbrachte er drei Spielzeiten und wechselte daraufhin im Sommer 2018 ligaintern zum FC Empoli. Mit Empoli beendete Acquah die Saison 2018/19 auf dem 18. Tabellenplatz, was den Abstieg in die Serie B bedeutete.
Ende August 2019 wechselte er in die Türkei zu Yeni Malatyaspor. Für die Türken absolvierte er in zwei Jahren 60 Ligaspiele und erzielte dabei drei Tore.

#### Karriereausklang in Asien (seit 2021)
Nachdem sein Vertrag bei Malatyaspor ausgelaufen war, wechselte er im Juli 2021 zu al-Batin nach Saudi-Arabien. Der Vertrag dort wurde bereits nach fünf Monaten wieder aufgelöst.
Im Januar 2023 folgte nach mehreren Monaten ohne Verein der Wechsel zu al-Quwa al-Dschawiya in den Irak. Im November 2023 wechselte er zum FC Chitwan nach Nepal.

### Nationalmannschaft
Acquah gab für die Ghana am 29. Februar 2012 gegen Chile sein A-Länderspieldebüt. In der Qualifikation zur Afrikameisterschaft 2013 erzielte er für Ghana gegen Malawi am 13. Oktober 2012 seinen ersten Länderspieltreffer.
Am 13. Mai 2014 wurde er in den Kader der ghanaischen Fußballnationalmannschaft für die Weltmeisterschaft 2014 berufen. Bei der WM hatte Acquah nur beim letzten Gruppenspiel gegen Portugal einen kurzen Einsatz und Ghana schied als Tabellenletzter bereits in der Gruppenphase aus dem Turnier aus. In den folgenden Jahren spielte er noch regelmäßig für die Nationalmannschaft und nahm mit dieser in den Jahren 2015, 2017 und 2019 am Afrika-Cup teil. 2015 erreichte man dabei das Finale des Turniers, verlor dieses aber knapp im Elfmeterschießen gegen die Elfenbeinküste. Sein letztes Länderspiel für Ghana bestritt er am 25. März 2021 beim Freundschaftsspiel gegen Südafrika.